# Edrada (Parada del Sil)
Edrada (llamada oficialmente Santiago da Hedrada) es una parroquia y un lugar del municipio español de Parada del Sil, en la provincia de Orense, Galicia.

## Toponimia
La parroquia también es conocida por los nombres de Santiago da Edrada y Santiago de Edrada.

## Organización territorial
La parroquia está formada por siete entidades de población, constando seis de ellas en el nomenclátor del Instituto Nacional de Estadística español:

### Entidades de población
Entidades de población que forman parte de la parroquia:
- Casadovento (Casa do Vento)
- Guendón
- Edrada (A Edrada)(A Hedrada)
- A Lama (A Lama)
- Tourel
- Valdemiotos

### Despoblado
Despoblado que forma parte de la parroquia:
- Cordelle

## Demografía

### Parroquia
| Gráfica de evolución demográfica de Edrada (parroquia) entre 2000 y 2023 |
|                                                                          |
| Datos según el nomenclátor publicado por el INE.                         |

### Lugar
| Gráfica de evolución demográfica de Edrada (lugar) entre 2000 y 2023 |
|                                                                      |
| Datos según el nomenclátor publicado por el INE.                     |